# Akwá
Fabrice Alcebiades Maieco, mais conhecido como Akwá, nasceu a 30 de maio de 1977 e é um ex-futebolista angolano que atuava como avançado. Representou a Seleção Nacional de Angola entre 1995 e 2006, somando 78 internacionalizações e marcando 39 golos — um recorde nacional. Capitaneou os Palancas Negras na histórica estreia de Angola no Campeonato do Mundo da FIFA, em 2006, e participou em três edições da Taça das Nações Africanas. É irmão de Rasca, também antigo jogador profissional, que representou o Atlético Sport Aviação (ASA).

### Carreira de Clubes
Akwá começou a carreira no extinto Nacional de Benguela, onde se destacou pela sua capacidade técnica e faro de golo. Foi contratado pelo Benfica, em Portugal, mas a sua estadia na Europa foi curta. Rapidamente seguiu para o futebol do Qatar, onde brilhou sobretudo ao serviço do Al-Wakrah SC, tornando-se um dos melhores marcadores da liga local.
Após vários anos no Médio Oriente, Akwá regressou a Angola e terminou a carreira no Petro de Luanda, embora a sua aposentadoria tenha sido forçada por uma sanção imposta pela FIFA.

### Carreira na Seleção Nacional
Akwá estreou-se pela Seleção Nacional de Angola (Palancas Negras) a 8 de janeiro de 1995, com apenas 17 anos, lançado por Carlos Alhinho. Foi o capitão e líder carismático da equipa nacional, especialmente durante a campanha de qualificação para o Mundial de 2006.
O seu momento mais célebre foi a 8 de outubro de 2005, quando marcou o golo da vitória frente ao Ruanda (1-0), garantindo a primeira e única presença de Angola num Campeonato do Mundo (Alemanha 2006). Esse golo é amplamente considerado o mais importante da história do futebol angolano.

### Títulos
- Melhor Marcador da Liga do Qatar: 1998–1999
- Coupe de l'Émir (Qatar): 2002
- Coupe du Prince (Qatar): 1999, 2000, 2002 e 2004
- Taça Cheik Qassim (Qatar): 1999
- Taça COSAFA: 1999, 2001, 2004
- Melhor Desportista Angolano: 2006
- Melhor Desportista Angolano a jogar no estrangeiro: 1999, 2004, 2005

### Sanção da FIFA e Polémica
Em 2008, Akwá foi suspenso pela FIFA e condenado ao pagamento de uma multa de 260 mil dólares, por ter representado Angola na CAN 2006 sem autorização formal do seu clube, o Al-Wakrah do Qatar. Isso impediu-o de continuar a carreira como jogador e de exercer funções no futebol profissional.
Durante anos, o caso foi polémico, com denúncias de má gestão das verbas supostamente libertadas pelo Estado angolano para liquidar a dívida. Em 2024, após longas negociações com antigos colegas que hoje são dirigentes no Al-Wakrah, Akwá anunciou que conseguiu resolver a situação e ficou livre das sanções.

### Vida Política e Pessoal
Entre 2008 e 2012, Akwá foi deputado na Assembleia Nacional de Angola, eleito pelo MPLA. A sua passagem pelo Parlamento levantou debates sobre a responsabilidade no caso da dívida, com críticas públicas sobre a sua gestão de recursos e falta de ação política sobre a sanção da FIFA.

### Pós-Carreira e Aspirações
Após ultrapassar o impasse com a FIFA, Akwá manifestou publicamente o desejo de se candidatar à presidência da Federação Angolana de Futebol (FAF). Rejeita ser treinador, afirmando que o seu objetivo é contribuir para a reorganização do futebol angolano em funções de gestão.

### Legado
Akwá é lembrado como o maior goleador da história da Seleção Nacional de Angola e uma figura incontornável do desporto angolano. O seu golo frente ao Ruanda é celebrado como o símbolo máximo da glória desportiva do país. Em 2006, foi consagrado como o Melhor Desportista Angolano e continua a ser uma das personalidades mais respeitadas do futebol africano.